# Erodium guicciardii
Erodium guicciardii là một loài thực vật có hoa trong họ Mỏ hạc. Loài này được Heldr. mô tả khoa học đầu tiên năm 1859.